# Bela menkhorsti
Bela menkhorsti é uma espécie de gastrópode da família Mangeliidae.